# STS-109
La STS-109 è stata una missione spaziale del Programma Space Shuttle, finalizzata alla manutenzione del telescopio spaziale Hubble e l'ultima dell'orbiter Columbia prima del fatale incidente avvenuto durante la missione STS-107.

## Equipaggio
- Comandante: Scott Altman (3)
- Pilota: Duane Carey (1)
- Comandante del carico utile: John Grunsfeld (4)
- Specialista di missione: Nancy Currie (4)
- Specialista di missione: James Newman (4)
- Specialista di missione: Richard Linnehan (3)
- Specialista di missione: Michael Massimino (1)

Tra parentesi il numero di voli spaziali completati da ogni membro dell'equipaggio, inclusa questa missione.

## Passeggiate spaziali
- Grunsfeld e Linnehan  - EVA 1
  - Inizio EVA 1: 4 marzo 2002 - 6:37 UTC
  - Fine EVA 1: 4 marzo 2002 - 13:38 UTC
  - Durata: 7 ore e 1 minuto
- Newman e Massimino  - EVA 2
  - Inizio EVA 2: 5 marzo 2002 - 6:40 UTC
  - Fine EVA 2: 5 marzo 2002 - 13:56 UTC
  - Durata: 7 ore e 16 minuti
- Grunsfeld e Linnehan  - EVA 3
  - Inizio EVA 3: 6 marzo 2002 - 8:28 UTC
  - Fine EVA 3: 6 marzo 2002 - 15:16 UTC
  - Durata: 6 ore e 48 minuti
- Newman e Massimino  - EVA 4
  - Inizio EVA 4: 7 marzo 2002 - 9:00 UTC
  - Fine EVA 4: 7 marzo 2002 - 16:30 UTC
  - Durata: 7 ore e 30 minuti
- Grunsfeld e Linnehan  - EVA 5
  - Inizio EVA 5: 8 marzo 2002 - 8:46 UTC
  - Fine EVA 5: 8 marzo 2002 - 16:06 UTC
  - Durata: 7 ore e 20 minuti